# روجيريو غونسالفيس
روجيريو غونسالفيس (بالبرتغالية: Rogério Gonçalves‏) هو لاعب كرة قدم ومدرب كرة قدم برتغالي، ولد في 1 أكتوبر 1959 في فيانا دو كاستيلو في البرتغال.